# لگلایز
لگلایز (به لاتین: La Gleize) یک منطقهٔ مسکونی در بلژیک است که در ستومون واقع شده‌است.